# NXT: The Great American Bash (2022)
O NXT: The Great American Bash de 2022 foi o 10º Great American Bash professional wrestling evento produzido pela WWE e o 24º evento Great American Bash geral. Foi realizado exclusivamente para lutadores da promoção NXT divisão de marca. O evento foi ao ar como um episódio especial da série de televisão semanal da WWE NXT, transmitida pela USA Network. Aconteceu em 5 de julho de 2022, no WWE Performance Center em Orlando, Flórida. Este foi o terceiro e último Great American Bash a ir ao ar como um especial de televisão anual do NXT, como em 2023, tornou-se um livestreaming evento para a marca.
Seis lutas foram disputadas no evento. No evento principal, Bron Breakker derrotou Cameron Grimes para reter o NXT Championship.

## Produção
The Great American Bash é um evento professional wrestling estabelecido em 1985. Após a aquisição da WWE da World Championship Wrestling (WCW) em março de 2001, a promoção reviveu o evento como seu próprio pay-per-view (PPV) anual em 2004. O evento continuou até 2009. Após este evento de 2009, The Great American Bash foi descontinuado como um PPV. Em 2012, a WWE reviveu o evento para ser realizado como um episódio especial de SmackDown mas foi novamente descontinuado. Em 2020, a WWE reviveu novamente o evento, desta vez para a marca em desenvolvimento NXT como um anual especial de televisão do programa NXT. Em 4 de junho de 2022, durante In Your House, a WWE anunciou que o 10º Great American Bash sob a bandeira da WWE, e 24º no geral, seria realizado em 5 de julho no  WWE Performance Center em Orlando, Flórida. A episódio especial de NXT foi ao ar na USA Network.

### Histórias
O card incluía lutas que resultaram de enredos roteirizados, onde os lutadores representavam heróis, vilões ou personagens menos distinguíveis em eventos roteirizados que criaram tensão e culminaram em uma luta livre ou uma série de lutas. Os resultados foram predeterminados pelos escritores da WWE na marca NXT, enquanto storylines foram produzidos no programa de televisão semanal do NXT, NXT, e no programa de streaming online suplementar, Level Up.
No episódio de 14 de junho do NXT, após Bron Breakker reter com sucesso o NXT Championship, Cameron Grimes interrompeu. Grimes chamou o sucesso de Breakker de piada e afirmou que Breakker só teve sucesso por causa de seu sobrenome (Steiner). Grimes também afirmou que Breakker ficava melhor a cada vez que entrava no ringue, mas não tinha o coração de Grimes. Grimes então desafiou Breakker pelo título no The Great American Bash, e Breakker aceitou.

## Consequências
Enquanto os eventos do Great American Bash de 2020 a 2022 foram realizados como especiais de televisão do programa NXT, o evento de 2023 foi feito um evento livestreaming , tra.nsmitido em Peacock nos Estados Unidos e na WWE Network na maioria dos mercados internacionais.

## Resultados
| Nº                                          | Resultados                                                                                                | Estipulações                                              | Tempo |
| ------------------------------------------- | --- | --------------------------------------------------------- | ----- |
| 1                                           | Cora Jade e Roxanne Perez derrotou Toxic Attraction (Gigi Dolin e Jacy Jayne) (c)                         | Luta de duplas pelo Campeonato de Duplas Femininas do NXT | 10:29 |
| 2                                           | Trick Williams (com Carmelo Hayes) derrotou Wes Lee                                                       | Luta individual                                           | 3:46  |
| 3                                           | Tiffany Stratton derrotou Wendy Choo                                                                      | Luta individual                                           | 5:05  |
| 4                                           | Carmelo Hayes (c) (com Trick Williams) derrotou Grayson Waller                                            | Luta individual pelo Campeonato Norte-Americano do NXT    | 11:43 |
| 5                                           | The Creed Brothers (Brutus Creed e Julius Creed) (c) derrotou Diamond Mine (Damon Kemp e Roderick Strong) | Luta de duplas pelo Campeonato de Duplas do NXT           | 12:13 |
| 6                                           | Bron Breakker (c) derrotou Cameron Grimes                                                                 | Luta individual pelo Campeonato do NXT                    | 12:34 |
| (c) – Refere-se aos campeões antes da luta. | |                                                           |       |